# Nina Dobosharevich
Nina Dobosharevich (13. února 1920 Český Mstěšín – 25. června 2014 Londýn) rozená Vignerová byla volyňská Češka, která bojovala ve druhé světové válce, z Československa v padesátých letech utekla před komunistickým režimem. V Německu založila Československou obec legionářskou v zahraničí.

## Život

### Dětství
Nina se narodila v Českém Mstěšíně (nyní Motyšín) na Volyni do české rodiny. Její otec byl legionář a starodružinik. Po válce se aktivně účastnil veřejného života a pracoval i jako radní. Matka odebírala československé tiskoviny a udržovala kontakt se starou domovinou. S kamarády a sousedy mluvila ukrajinsky, polsky a jidiš, ale doma se vždy mluvilo česky. Babička, ke které často s bratrem jezdili po odstěhování rodiny do Lucku, je učila české dějiny. Vystudovala gymnázium, kam přijížděli i učitelé z tehdejšího Československa. Život v Lucku se velmi změnil po roce 1939, kdy se vztahy mezi Poláky a Čechy vyostřily. Poláci stále cítili křivdu za Těšínsko.

### Útěk do Palestiny
Na začátku druhé světové války se stala ošetřovatelkou v polské armádě. Po příchodu německé armády odešla do Lublinu, kde ji dostihl rozkaz k odjezdu do Krynice. Zde byla zatčena, ale po zjištění, že pochází z Volyně, následně propuštěna. V dalších dnech se jí a ještě několika polským vojákům podařilo přejít hranice a dojít do slovenského Bardějova. Jejich cesta pokračovala do Maďarska a Bělehradu. Odtud se s dalšími polskými vojáky dostala do Francie. V té době již Francie kapitulovala, vrátili se tedy do Jugoslávie, odkud jejich cesta vedla do Turecka.
Z turecké Mersiny odplula lodí Varšava do palestinské Haify a pak pokračovala do Tel Avivu, kde zůstala až do roku 1942 jako ošetřovatelka. Aby získala československé občanství a mohla vstoupit do československých jednotek, vdala se za českého vojáka, který bojoval u Tobruku a o kterého se po jeho zranění starala. Nakonec byla pro malý počet žen v jednotkách přeřazena k britskému Army territorial service, kde sloužila jako řidička a automechanička až do konce války.

### Návrat a útěk
Přes Neapol a Villach se do Prahy dostala až v roce 1946. Zde se poprvé od roku 1939 setkala se svým bratrem Viktorem, který bojoval na východní frontě. Byla přidělena k vojenskému útvaru v Žatci a v roce 1947 demobilizována. Její vojenské manželství bylo krátce po válce rozvedeno a podruhé se provdala za žateckého chmelaře. Začala pracovat jako účetní ve družstvu pěstitelů chmele. Její protikomunistické názory přilákaly pozornost Obranného zpravodajství. Několikrát ji vyslýchali, a tak se s manželem rozhodli emigrovat. V roce 1949 se jim podařilo přejít do Německa. Umístěni byli do tábora Würzburg a následně do tábora pro Čechy Eistad. Pracovala jako kurýrka a ošetřovatelka. Založila Československou obec legionářskou v zahraničí a v roce 1950 ji i s manželem přijala Velká Británie.

### Velká Británie
Nina Dobosharevich do Británie přijela sama, protože její manžel se rozhodl odjet do Bolívie. Po příchodu do nové země se zapojila do práce obce legionářské, pomáhala spolkům starajícím se o emigranty z Polska, Československa i Ukrajiny. Pracovala ve zdravotnictví. Opět se provdala, tentokrát za srbského vlastence a veterána druhé světové války Doboshareviche.  V devadesátých letech minulého století přijela do České republiky, kde byla s ostatními veterány z Anglie přijata prezidentem Václavem Havlem. Zemřela ve věku 94 let.  Poslední rozloučení se konalo na londýnském hřbitově Putney Vale za účasti přidělenců obrany České a Slovenské republiky.